# Tears of the Dragon
«Tears of the Dragon» — первый сингл Брюса Дикинсона его второго сольного альбома, Balls to Picasso. Вышел 28 мая 1994. Джон Франк из Allmusic назвал «Tears of the Dragon» «великолепным» треком, «это — безусловно лучшая песня с альбома Balls to Picasso».

## Список композиций
| №  | Название                        | Длительность |
| -- | ------------------------------- | ------------ |
| 1. | «Tears of the Dragon»           | 6:23         |
| 2. | «The Breeding House»            | 5:20         |
| 3. | «No Way Out... to be Continued» | 7:31         |

## Участники
- Брюс Дикинсон — вокал
- Roy Z — гитара
- Eddie Cassillas — бас-гитара
- Dickie Fliszar — барабаны

## Позиция в чартах
| Чарты (1994)                              | Высшая позиция |
| ----------------------------------------- | -------------- |
| UK Singles Chart                          | 28             |
| U.S. Billboard Hot Mainstream Rock Tracks | 36             |